# 에덴의 마지막 날
에덴의 마지막 날(The Last Days Of Eden, Medicine Man)은 미국에서 제작된 존 맥티어난 감독의 1992년 모험, 멜로/로맨스 영화이다. 숀 코네리 등이 주연으로 출연하였고 앤드류 G. 바나 등이 제작에 참여하였다.

## 출연

### 주연
- 숀 코네리
- 로레인 브라코

### 조연
- 호세 윌커
- 로돌포 드 알렉상드르
- Francisco Tsiren Tsere Rereme
- 일라이어스 몬테이로 다 실바
- 에디네이 마리아 세리오 도스 산토스
- 안젤로 바라 모레이라

## 제작진
- 미술: 존 크렌즈 레인하트 주니어
- 의상: 마릴린 밴스
- Line PD: 보 막스